# Johannes Sløk
Johannes Friis Sløk (født 27. april 1916 på Frederiksberg, død 30. juni 2001 i Risskov) var en dansk teolog, idehistoriker, filosof, oversætter og debattør. Sløk var en af personerne i den gruppe, der senere er blevet kaldt de 4 Århusteologer sammen med Regin Prenter, P.G. Lindhardt og K.E. Løgstrup.
Sløk tog studentereksamen fra Akademisk Studenterkursus i 1936. Han blev uddannet teolog (i 1943) og dr.theol i 1947 på en afhandling om forsynstanken . Han blev ansat som professor ved Det Teologiske Fakultet ved Aarhus Universitet i 1959 i systematisk teologi. Fra 1967 til 1974 (orlov fra 1972) var han professor ved det nyoprettede Institut for Idéhistorie samme sted, som han i de tidlige år i høj grad var det faglige omdrejningspunkt for, for i perioden 1977-1986 igen at være tilbage i stillingen som professor i teologi ved Det Teologiske Fakultet.
Som filosof var Johannes Sløk stærkt inspireret af Søren Kierkegaard og bekendte sig til hans tanker og ideer, gerne i en version, der stod den franske eksistentialisme nær. Han var også meget inspireret af absurdisme, og mente at livet grundlæggende var meningsløst. På dette punkt stod han i opposition til store dele af danske folkekirke, der mener at den kristne Gud kan sørge for, at der er en mening med livet. Indenfor den idéhistoriske faglighed var Sløk især inspireret af denne disciplins grundlægger amerikaneren Arthur Lovejoy, der bl.a. grundlagde det indflydelsesrige tidsskrift Journal of the History of Ideas. Sløk videreudviklede Lovejoys idéer især i bøgerne Hvad er idéhistorie (1968) og Fylde eller Tomhed (1968).
Således opdeler han de idéhistoriske forskningsopgaver i tre grupper: de vertikale, de horisontale og de systematiske. Den vertikale idéhistorie går ud på at fokusere på en specifik historisk situation, der er afgrænset geografisk og tidsligt for at studere de idéer der er at finde her. Dette skal give en forståelse for hvordan denne specifikke kultur tænker og hvordan der i nogle henseender var overensstemmelse mellem de forskellige idéer, der var at finde i den kultur. Den horisontale idéhistorie fokuserer derimod på idémæssige forandringer, der sker over et tidsrum. Denne forskning fokuserer gerne på et begreb for derefter at se hvordan dette begreb har forskelligt indhold i forskellige historiske perioder – denne tilgang har således sit fokus tilfælles med begrebshistorien. Til sidst findes der ifølge Sløk den systematiske idéhistorie der er mere filosofisk i sin tilgang end de andre perspektiver, der er mere historiske orienterede.  Sløk var selv primært interesseret i at udføre den systematiske idéhistorie, ”der skal studere de universelle ideer og deres indbyrdes relationer” 
Johannes Sløk skrev over 60 bøger om mange af verdens store filosofiske skikkelser som bl.a. Søren Kierkegaard, Jesus osv. Desuden oversatte han bl.a. også en anselig portion af Shakespeares skuespil til dansk.
Han modtog Rigmor og Carl Holst-Knudsens Videnskabspris som den første i 1958.

## Udgivelser
- Forsynstanken: et Forsøg paa en dogmatisk Begrebsbestemmelse, disputats, 1947.
- Platon, 1950.
- Die Formbildungen der Sprache und die Kategorie der Verkündigung, 1951.
- Die Anthropologie Kierkegaards, 1954.
- Tradition og nybrud: Pico Mirandola, 1957.
- Kristen moral før og nu, 1959.
- Det religiøse instinkt, 1960.
- Platon, 1960.
- De europæiske ideers historie (medforfatter), 1962.
- Søren Kierkegaard, 1963.
- Eksistentialisme, 1964.
- Stoikerne, 1966.
- Det absurde teater og Jesu forkyndelse, 1968.
- Hvad er idehistorie?, 1968.
- Fylde eller tomhed: en idehistorisk skitse, 1968.
- Kritiske bemærkninger, kroniksamling, 1973.
- Nicolaus Cusanus og hans filosofiske system, bd.1. Cusanus' dialog om visdommen, bd. 2., 1974.
- Kierkegaard – humanismens tænker, 1978.
- Teologiens elendighed, 1979.
- Da Kierkegaard tav, 1980.
- Det religiøse sprog, 1981.
- Den kristne forkyndelse, 1983.
- Kierkegaards univers. En ny guide til geniet, 1983.
- Da Gud fortalte en historie, 1985.
- Mig og Godot. Erindringsforskydninger, 1986.
- Religionsfilosofiske problemer, 1987.
- Opgøret mellem filosofi og retorik. Platons dialog "Gorgias", 1987.
- Herre, giv mig mere vantro, 1988.
- Det her samfund, 1989.
- Da mennesket tog magten, 1989.
- Shakespeare. Renæssancen som drama, 1990.
- Hvad i alverden er verden?, 1991.
- Moralen der blev væk, 1993.
- Europas sjæl, 1994
- 80 år med Gud. Afhandlinger og essays, 1996.
- Opdagelsen af mennesket, 1996.
- Mennesket og verden, 1996.
- Livets elendighed. Kierkegaard og Schopenhauer, 1997.
- Prædikener, 1998.
- Gud, menneske, kosmos. 2013. Med efterskrift af Paw Amdisen

## Shakespeareoversættelser
- Romeo og Julie, 1969.
- Othello, 1970.
- Macbeth, 1970.
- Lige for lige, 1970.
- Kong Lear, 1970.
- Othello, 1971.
- Hamlet Prins af Danmark, 1971.
- Tragedien om Julius Cæsar, 1972.
- Antonius og Cleopatra, 1972.
- Som man behager; 1978.
- Vintereventyret, 1981.
- Uvejret, 1983.
- Tragedien om Richard 3, 1984.
- Kong Henrik 4 1. og 2. del, 1985.